# Acromantis montana
Acromantis montana (лат.) — вид богомолов рода Acromantis из семейства Hymenopodidae (Acromantinae). Встречаются в юго-восточной Азии: Индия, Индонезия (Суматра, Ява).

## Описание
Мелкие богомолы (2—3 см). Выступ над срединным оцеллием очень маленький, шиповидный. Границы переднеспинки с очень мелкими черноватыми бугорками; метазона простернума чёрная. На передних лапках тазики с 5—6 маленькими шипами; верхняя граница бёдер без бугорка (как у A. insularis); более длинные внутренние шипы и дисковидные шипы полностью чёрные. На передних крыльях продольные косые жилки без отчётливого тёмно-коричневого пятна, но дистальная половина костальной области красновато-коричневая. Костальная область задних крыльев темно-красноватая в дистальной половине, а все кончики почти того же цвета; ячейки дисковидной области более крупные и удлиненные. На передних ногах тазики с расходящимися внутренними вершинными лопастями; бёдра с верхним краем слегка дугообразным и немного синуированным на вершине. Пронотум латерально с мелкой зубчатостью или бугорками. Средние и задние бёдра с лопастью около вершины.